# Karolinów (Chotynia)
Karolinów – część wsi Chotynia w Polsce, położona w województwie mazowieckim, w powiecie garwolińskim, w gminie Sobolew.
W latach 1975–1998 Karolinów administracyjnie należał do województwa siedleckiego.